# Hội đồng cố vấn Ban Chấp hành Trung ương Đảng Cộng sản Việt Nam
Hội đồng cố vấn Ban Chấp hành Trung ương Đảng Cộng sản Việt Nam hay còn được gọi Hội đồng cố vấn Trung ương là cơ quan không được ghi trong Điều lệ Đảng nhưng có vị trí quan trọng trong bộ máy lãnh đạo từ năm 1986-2001.
Thành viên của Hội đồng cố vấn Trung ương được gọi là Cố vấn Ban chấp hành Trung ương và thường là các lãnh đạo chủ chốt trong bộ máy chính trị đã về hết nhiệm kỳ.
Hội đồng xuất hiện trong bối cảnh Việt Nam bước sang giai đoạn "Đổi mới" và lãnh đạo phải thay đổi tư duy từ "Lãnh tụ hết đời " (mà nhân vật cuối cùng là cố Tổng Bí thư Lê Duẩn mất năm 1986) sang tư duy lãnh đạo theo "Nhiệm kỳ". Tuy Thế các lãnh đạo lâu năm và có ảnh hưởng như Trường Chinh, Phạm Văn Đồng, Lê Đức Thọ vẫn cần có 1 chức danh trong Đảng để tham gia công tác lãnh đạo. Một nguyên nhân nữa đó là sự xuất hiện của mô hình Ủy ban cố vấn của Đảng Cộng sản Trung Quốc năm 1982 nhằm chuyển giao quyền lực, trẻ hóa lãnh đạo một điều mà Việt Nam cũng rất tương đồng khi đó.
- Người giữ chức Cố vấn Trung ương ngắn nhất là Trường Chinh: 18.12.1986 - 30.9.1988 (1 năm 311 ngày)
- Người giữ chức Cố vấn Trung ương lâu nhất là Phạm Văn Đồng: 18/12/1986 - 29/12/1997 (11 năm 11 ngày)

Hội đồng cố vấn Trung ương tồn tại trong khóa VI, VII, VIII của Đảng Cộng sản Việt Nam.
| Ban Chấp hành Trung ương Đảng | Cố vấn          | Chức vụ                                                                          | Nhiệm kỳ               | Ghi chú                |
| ----------------------------- | --------------- | -------------------------------------------------------------------------------- | ---------------------- | ---------------------- |
| Khóa VI                       | Trường Chinh    | Nguyên Tổng Bí thư, Chủ tịch Hội đồng Nhà nước, Chủ tịch Quốc hội                | 18/12/1986 - 27/6/1991 | Mất khi đang tại nhiệm |
| Khóa VI                       | Phạm Văn Đồng   | Nguyên Thủ tướng Chính phủ                                                       | 18/12/1986 - 27/6/1991 |                        |
| Khóa VI                       | Lê Đức Thọ      | Nguyên Ủy viên Bộ Chính trị phụ trách Tổ chức, Tư tưởng, Nội chính và Ngoại giao | 18/12/1986 - 27/6/1991 | Mất khi đang tại nhiệm |
| Khóa VII                      | Nguyễn Văn Linh | Nguyên Tổng Bí thư                                                               | 27/6/1991 - 1/7/1996   |                        |
| Khóa VII                      | Võ Chí Công     | Nguyên Chủ tịch Hội đồng Nhà nước                                                | 27/6/1991 - 1/7/1996   |                        |
| Khóa VII                      | Phạm Văn Đồng   | Nguyên Thủ tướng Chính phủ                                                       | 27/6/1991 - 1/7/1996   |                        |
| Khóa VIII                     | Nguyễn Văn Linh | Nguyên Tổng Bí thư                                                               | 1/7/1996 - 29/12/1997  | Tất cả xin rút         |
| Khóa VIII                     | Võ Chí Công     | Nguyên Chủ tịch Hội đồng Nhà nước                                                | 1/7/1996 - 29/12/1997  | Tất cả xin rút         |
| Khóa VIII                     | Phạm Văn Đồng   | Nguyên Thủ tướng Chính phủ                                                       | 1/7/1996 - 29/12/1997  | Tất cả xin rút         |
| Khóa VIII (sau hội nghị TW 4) | Đỗ Mười         | Nguyên Tổng Bí thư, Chủ tịch Hội đồng Bộ trưởng                                  | 29/12/1997 - 22/4/2001 | Bầu bổ sung            |
| Khóa VIII (sau hội nghị TW 4) | Lê Đức Anh      | Nguyên Chủ tịch nước                                                             | 29/12/1997 - 22/4/2001 | Bầu bổ sung            |
| Khóa VIII (sau hội nghị TW 4) | Võ Văn Kiệt     | Nguyên Thủ tướng Chính phủ, Quyền Chủ tịch Hội đồng Bộ trưởng                    | 29/12/1997 - 22/4/2001 | Bầu bổ sung            |